# Zostérops hypolaïs
Zosterops hypolais
Espèce
Statut de conservation UICN

 NT  : Quasi menacé
Le Zostérops hypolaïs (Zosterops hypolais) est une espèce d'oiseaux de la famille des Zosteropidae.

## Répartition
Il est endémique aux États fédérés de Micronésie.